# Densha de Go! 2 Kōsoku-hen
Densha de Go! 2 Kōsoku-hen (電車でGO!2 高速編) és un videojoc simulador de conducció. Va ser llançat al Japó el 1998.
Va ser portat des de la Dreamcast a Nintendo 64 i alliberat com Densha de Go! 64 al Japó el 1999. Densha de Go! 64 dona suport al seu controlador de conducció de trens únic per a Nintendo 64, que simula els controls reals del tren. És un dels dos jocs que utilitzen el Voice Recognition Unit (VRS, unitat de reconeixement de veu) de Nintendo 64. Com a Hey You, Pikachu!, està empaquetat amb micròfon (anomenat Engineer's Pak) o sense, que s'utilitza per anunciar les estacions de tren als passatgers. És part de la sèrie Densha de Go! de Taito.